# Donut burger

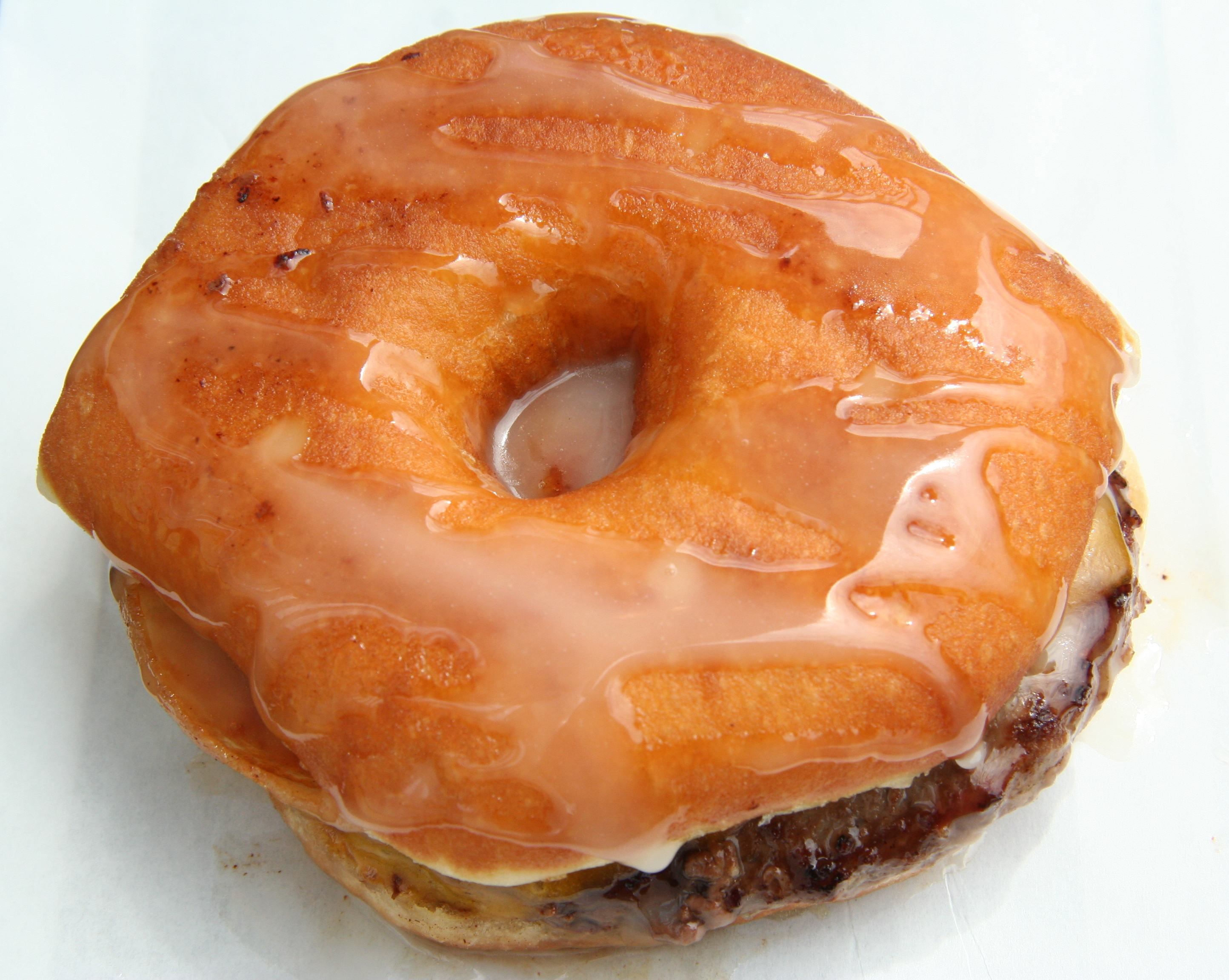
Un donut burger.

Un donut burger (en français beignet hambourgeois) est un sandwich de type hamburger ou cheeseburger dans lequel les buns sont remplacés par des donut au sucre.
Étant hautement calorique (certaines versions faisant jusqu'à 2 000 kcal) et riche en graisses, sucres et sel, le plat a fait l'objet de nombreuses critiques.